# Fender Twin

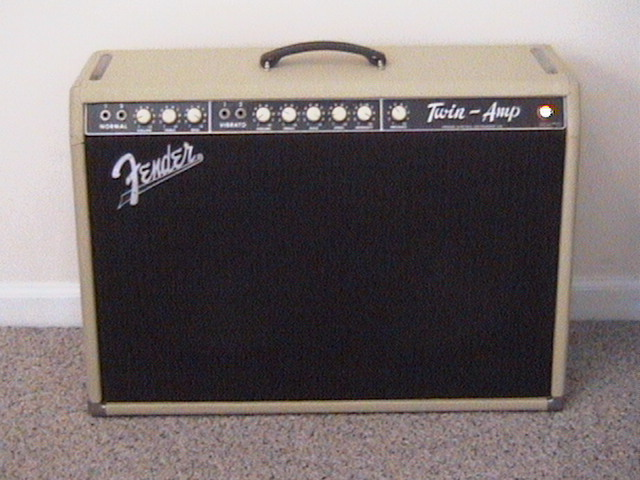
Un amplificador Fender Twin de la serie realizada en 1973

Fender Twin es un amplificador de guitarra creado por la compañía estadounidense Fender Musical Instruments Corporation en 1952. Su debut comercial tuvo lugar dos años antes de que su fabricante presentara la serie de guitarras eléctricas Fender Stratocaster. Se caracteriza por ofrecer un sonido limpio y se considera uno de los amplificadores más conocidos y empleados.
Es este el amplificador favorito de los grupos de surf de los años 50-70 debido a su excelente efecto de "Reverb de resorte", o "Spring reverb", que en nuestros días es considerado un clásico. Este efecto, particularmente el generado con este amplificador, ha sido considerado a lo largo de los años como "el clásico trémolo del Surf" (aludiendo al género musical que lleva este nombre).
La capacidad tonal de este amplificador no se queda solo para el sonido del surf ya que ha sido utilizado a lo largo de los años por solistas y grupos musicales de géneros como el Rock and Roll, Jazz y Blues. El efecto de trémolo de este amplificador también ha sido reconocido y utilizado por reconocidos guitarristas como Dick Dale, Chuck Berry, Jimi Hendrix, Keith Richards o Eric Clapton.
El cálido sonido de este amplificador proviene de las válvulas, también conocidas como tubos, que están integrados en su circuito. Cabe destacar que el sonido de los amplificadores a válvulas es mucho más cálido que el de los amplificadores de transistores los cuales dan un sonido "digital". Lo que muchos guitarristas elogian, además del sonido de este amplificador, es que pueden tocar con confianza a muy alto volumen debido a que esto no causará una distorsión no deseada en el sonido.